# アポロ・インテンサ エモツィオーネ
アポロ・インテンサ エモツィオーネ（Apollo Intensa Emozione,Apollo IE）は、2018年にアポロ・アウトモビリから発売されたハイパーカー。

## 概要
近未来的なデザインの2ドアクーペボディが特徴。複合材製で空力が考慮されている。エンジンは6.3L V型12気筒DOHCを搭載し、レブリミットは9,000回転。0-100km/h加速は2.7秒、最高速は330km/h。
合計で10台(ハンドル位置は指定可能、左ハンドルが少数存在)のみ生産された。公道走行も可能となっている。

## ギャラリー

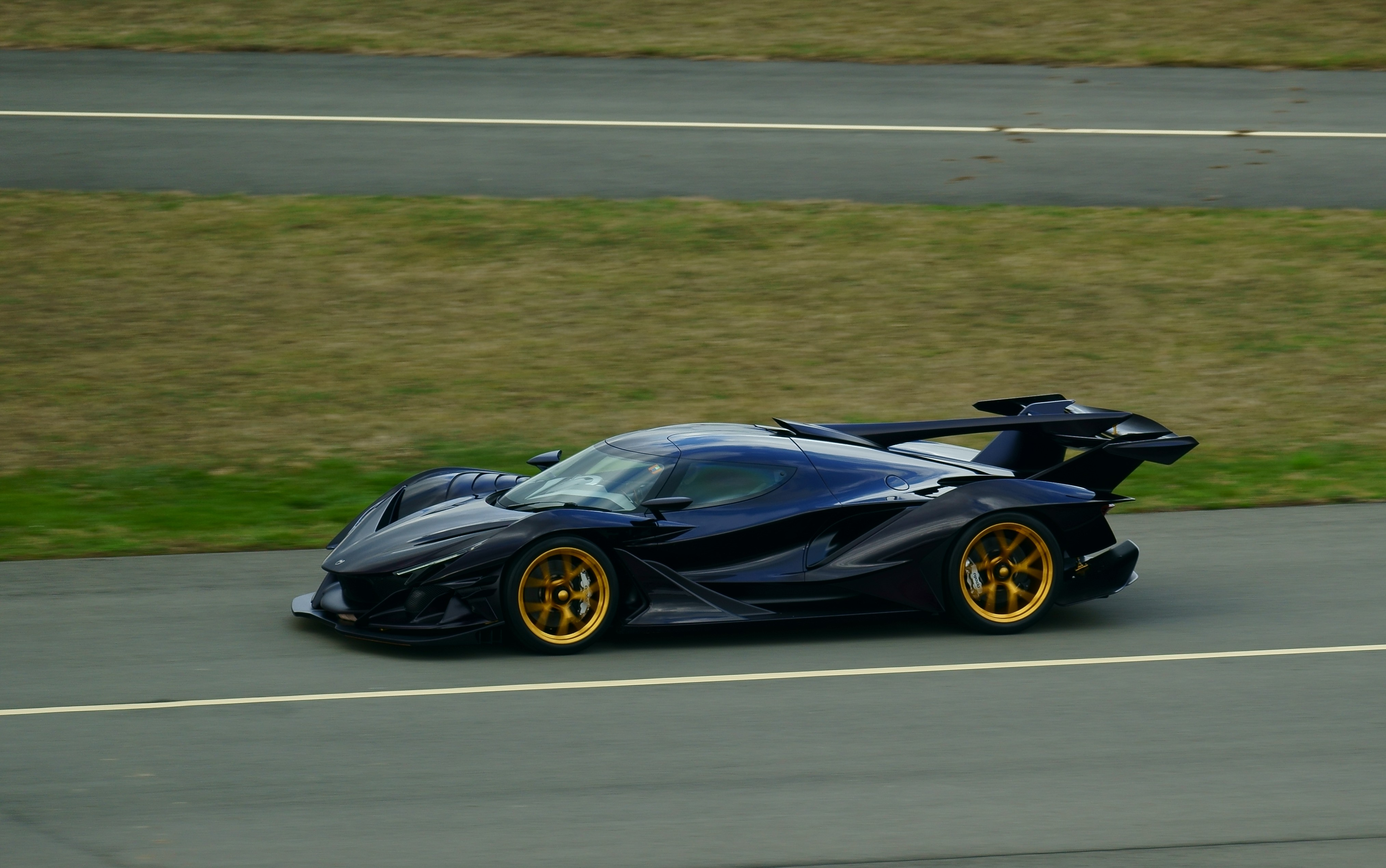
走行中のIE
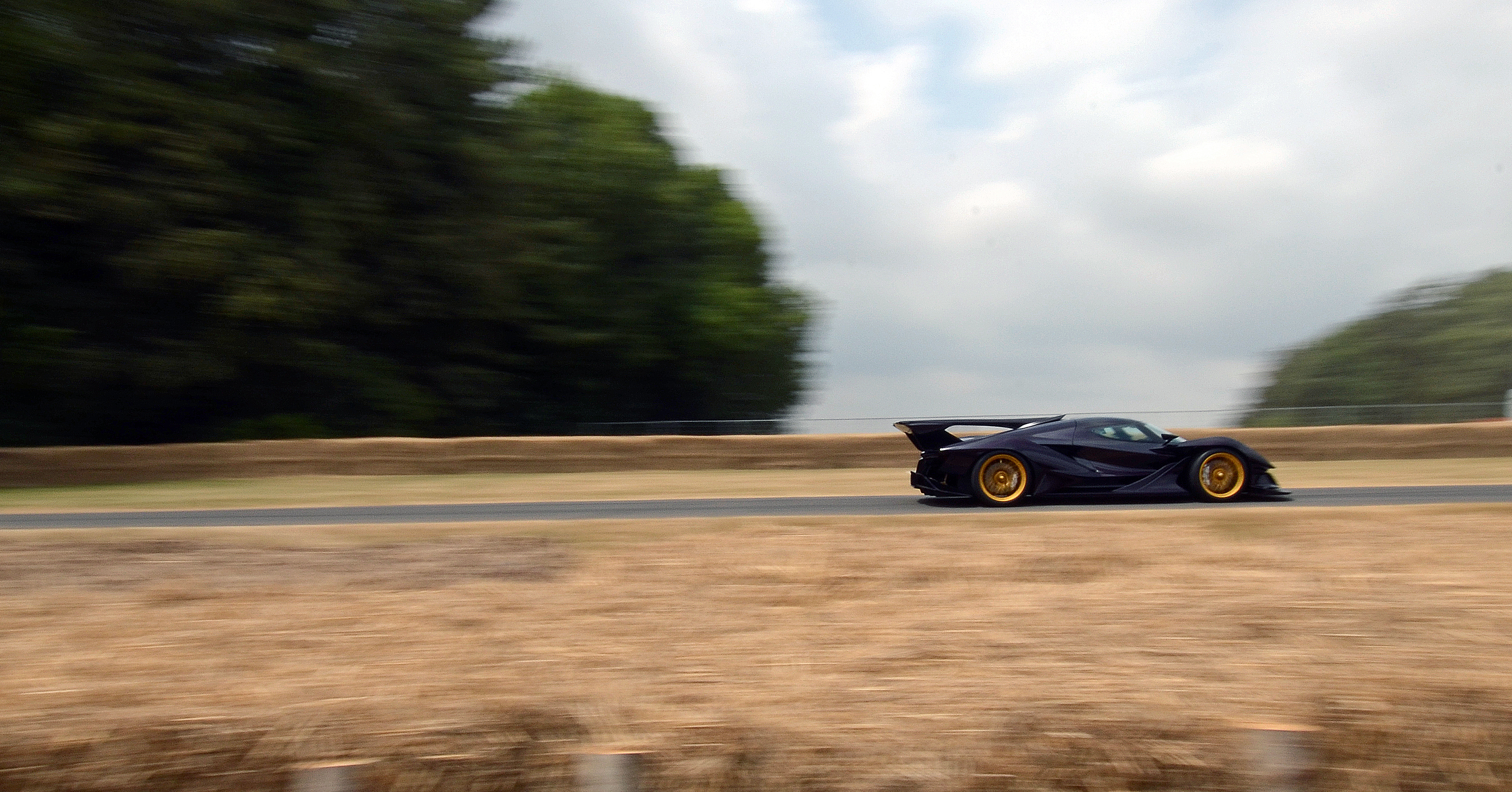
遠方から見たEP9